# Gare de Kyōtango-Ōmiya
La gare de Kyōtango-Ōmiya (京丹後大宮駅, Kyōtango-Ōmiya-eki) est une gare ferroviaire localisée dans la ville de Kyōtango, dans la préfecture de Kyoto, au Japon. La gare est exploitée par la compagnie Kyoto Tango Railway, sur la ligne  Miyazu. Cette gare se nommer autrefois Kuchiōno (口大野駅, Kuchiōno-eki) de 1925 à 1963,puis de 1963 à avril 2015 Tango-Ōmiya ((丹後大宮駅, Tango-Ōmiya -eki).À partir du 1er avril 2015, elle prit le nom de Kyōtango-Ōmiya.

## Disposition des quais
La gare de Kyōtango-Ōmiya est une gare disposant de deux quais et de deux voies
| N° de voie | Ligne        | Direction |
| ---------- | ------------ | --------- |
| 1          | ▆ KTR Miyazu | Miyazu    |
| 2          | ▆ KTR Miyazu | Toyooka   |

## Gares/Stations adjacentes
| Kyoto Tango Railway |              |               |              |                  |
| Direction Toyooka   | Ligne Miyazu | Ligne Miyazu  | Ligne Miyazu | Direction Miyazu |
| Mineyama T19        |              | Rapid Service |              | Yosano T17       |
| Mineyama T19        |              | Local         |              | Yosano T17       |

- Les Limited Express Hashidate et Tango Relay s'arrêtent à cette gare

| Limited Express |  |             |  |          |
| Yosano          |  | Hashidate   |  | Mineyama |
| Yosano          |  | Tango Relay |  | Mineyama |